# Tour d'Émilie féminin 2019
La 6e édition du Tour d'Émilie féminin a eu lieu le 5 octobre 2019. Elle fait partie du calendrier UCI en catégorie 1.1. Elle est remportée par la Néerlandaise Demi Vollering.

## Parcours
Le parcours est parfaitement plat à l'exception de la montée finale vers le Sanctuaire Madonna di San Luca dont la difficulté est comparable ou supérieure au mur de Huy.

### Équipes
| Équipes féminines professionnelles (20)- Alé Cipollini - Aromitalia Vaiano - Astana Women's - BePink - Bigla - Bizkaia-Durango - BTC City Ljubljana - Canyon-SRAM Racing - Cogeas-Mettler - Conceria Zabri-Fanini - Eurotarget-Bianchi-Vitasana - FDJ-Nouvelle Aquitaine-Futuroscope - Mitchelton-Scott - Parkhotel Valkenburg-Destil - Servetto-Piumate-Beltrami TSA - Sunweb Women - Top Girls Fassa Bortolo - Trek-Segafredo - Valcar Cylance - WNT-Rotor Pro Cycling Équipes nationales (3)- Espagne - Italie - Norvège Équipe féminines amateur (2)- Born to Win - Vallerbike Équipe régionale et de club- Centre mondial du cyclisme |
| |

En sus, la sélection régionale de Vénétie participe à l'épreuve.

## Récit de la course
Au bout de vingt kilomètres, Silvia Valsecchi  attaque seule. Elle est reprise à trente kilomètres de l'arrivée. Une chute massive a lieu au pied de la dernière difficulté. Dans celle-ci, Demi Vollering se montre la plus forte devant Elisa Longo Borghini et Nikola Noskova.

## Classements

### Classement final
| \| Classement général \| Classement général \| Classement général \| Classement général \| Classement général \| \| Coureuse \| Coureuse \| Pays \| Équipe \| Temps \| \| ------------------ \| -------------------- \| ------------------ \| ----------------------------- \| ------------------ \| \| 1re \| Demi Vollering \| Pays-Bas \| Parkhotel Valkenburg \| 2 h 26 min 35 s \| \| 2e \| Elisa Longo Borghini \| Italie \| Trek-Segafredo \| + 0 s \| \| 3e \| Nikola Nosková \| Tchéquie \| Bigla \| + 6 s \| \| 4e \| Rasa Leleivytė \| Lituanie \| Aromitalia Vaiano \| + 13 s \| \| 5e \| Liane Lippert \| Allemagne \| Sunweb \| + 13 s \| \| 6e \| Soraya Paladin \| Italie \| Alé Cipollini \| + 13 s \| \| 7e \| Eugenia Bujak \| Slovénie \| BTC City Ljubljana \| + 15 s \| \| 8e \| Yevheniya Vysotska \| Ukraine \| Servetto-Piumate-Beltrami TSA \| + 16 s \| \| 9e \| Eider Merino \| Espagne \| Movistar Team \| + 17 s \| \| 10e \| Alena Amialiusik \| Biélorussie \| Canyon-SRAM Racing \| + 20 s \| |                      |             |                               |                 |
| |                      |             |                               |                 |
| |                      |             |                               |                 |
| Classement général |                      |             |                               |                 |
| Coureuse | Coureuse             | Pays        | Équipe                        | Temps           |
| 1re | Demi Vollering       | Pays-Bas    | Parkhotel Valkenburg          | 2 h 26 min 35 s |
| 2e | Elisa Longo Borghini | Italie      | Trek-Segafredo                | + 0 s           |
| 3e | Nikola Nosková       | Tchéquie    | Bigla                         | + 6 s           |
| 4e | Rasa Leleivytė       | Lituanie    | Aromitalia Vaiano             | + 13 s          |
| 5e | Liane Lippert        | Allemagne   | Sunweb                        | + 13 s          |
| 6e | Soraya Paladin       | Italie      | Alé Cipollini                 | + 13 s          |
| 7e | Eugenia Bujak        | Slovénie    | BTC City Ljubljana            | + 15 s          |
| 8e | Yevheniya Vysotska   | Ukraine     | Servetto-Piumate-Beltrami TSA | + 16 s          |
| 9e | Eider Merino         | Espagne     | Movistar Team                 | + 17 s          |
| 10e | Alena Amialiusik     | Biélorussie | Canyon-SRAM Racing            | + 20 s          |

### Barème des points UCI
| Position           | 1er | 2e | 3e | 4e | 5e | 6e | 7e | 8e | 9e | 10e | 11e | 12e | 13e à 15e | 16e à 25e |
| Classement général | 125 | 85 | 70 | 60 | 50 | 40 | 35 | 30 | 25 | 20  | 15  | 10  | 5         | 3         |

## Liste des partantes
Source.

## Primes
L'épreuve attribue les primes suivantes :
| Position | 1er   | 2e    | 3e    | 4e    | 5e    | 6e    | 7e    | 8e    | 9e    | 10e  |
| Prix     | 412 € | 358 € | 289 € | 181 € | 162 € | 152 € | 142 € | 127 € | 118 € | 64 € |

Les places de onzième place à vingtième donnent 64 €.